# Gefurchtstieliger Täubling
Der Gefurchtstielige Täubling (Russula subterfurcata, Syn.: Russula galochroa var. subterfurcata) ist ein Pilz aus der Familie der Täublingsverwandten. Der mittelgroße Täubling hat einen cremefarbenen, grünlich bis olivfarbenen Hut. Die sehr seltene Art ist gekennzeichnet durch die teilweise stark gefurchten Stiele, das dunkel cremefarbene Sporenpulver und die sehr typisch ornamentierten Sporen. Er ist aber nur sehr schwer und nur mikroskopisch von ähnlichen Arten zu unterscheiden.

## Merkmale

### Makroskopische Merkmale
Der Hut ist 3,5–12 cm breit, jung gewölbt, später ausgebreitet mit trichterförmig vertiefter Mitte. Er ist meist gleichmäßig rund, der ganze Hut kann aber auch radial beinahe bis zum Stiel  gespalten sein. Der Rand ist dick, jung eingerollt und später stumpf. Er ist glatt und nur im Alter kurz und schwach gerieft. Die Hutfarben reichen von mandelgrün, über oliv oder blaugrün bis mausgrau, zum Rand meist heller bis fast weißlich. Selten ist der Hut auch teilweise braun, lila, violett oder violett-bräunlich gefärbt. Die Oberfläche ist glatt, trocken matt und bei Feuchtigkeit glänzend. Die Huthaut ist bis zu einem Drittel abziehbar.
Die 4–12 mm breiten Lamellen stehen zuerst dicht gedrängt, dann fast entfernt. Sie sind häufig gegabelt, schmal angewachsen oder laufen am Stiel etwas herab. Sie sind erst weißlich bis elfenbeinfarben, dann blassocker gefärbt. Zwischenlamellen sind selten oder fehlen ganz. Die Schneiden sind glatt. Besonders die Lamellen von jungen Fruchtkörpern schmecken leicht scharf. Das Sporenpulver ist dunkel cremefarben (IIc–IId nach Romagnesi).
Der weiße, 2,5–4 cm lange und 1–3,2 cm breite Stiel ist zylindrisch geformt, unterhalb der Lamellen oft erweitert und nur selten im unteren Drittel etwas keulig verdickt. Die Stielbasis ist oft deformiert und manchmal bis zur Hälfte, sonst nur bis zu einem Drittel der Stiellänge gefurcht. Die Stiele junger Fruchtkörper sind fest und voll und werden später markig. Die Oberfläche ist längsadrig. Im Laufe der Entwicklung verfärbt sich der Stiel oft mehr oder weniger bräunlich oder bekommt stellenweise ockerbräunliche Flecken.
Das weiße Fleisch ist dick und fest und kann im Alter ein wenig gilben. Der Geruch ist schwach und der Geschmack immer mild. Das Hutfleisch verfärbt sich mit Eisensulfat hell rosa und mit Guajak graugrün. Phenol verfärbt das Fleisch weinbraun.

### Mikroskopische Merkmale
Die Sporen sind rundlich, 5,5–8,5 μm lang und 5,0–6,5 μm breit und messen im Durchschnitt etwa 6,6 × 5,5 μm. Der Q-Wert (Quotien aus Sporenlänge und Breite) ist 1,1–1,2 μm, das Volumen 104 μm3. Die Sporen sind ganz unterschiedlich ornamentiert, teilweise fein punktiert, daneben aber auch feinwarzig oder mit größeren Warzen. Diese sind bis zu 0,5 μm hoch und stehen isoliert. Von ihnen gehen oft feinste oder auch kommaartige Ausläufer aus. Teilweise sind die Warzen auch  kurz miteinander verbunden. Der Hilarfleck lässt sich mit Melzers Reagens nicht anfärben. Er ist also nicht amyloid. Die Basidien sind keulig, 35–50 μm lang und 9–10 μm breit und tragen je 4 Sterigmen.
Die 45–70 μm langen und 8–13 μm breiten und wenig zahlreichen Cheilozystiden sind spindelförmig, an der Spitze abgerundet oder appendikuliert, das heißt mit einem kurzen Fortsatz versehen. Die zahlreichen Pleurozystiden sehen ähnlich aus. Sie sind 40–70 μm lang und 10–12 μm breit und färben sich wie die Cheilozystiden mit Sulfobenzaldehyd grauschwarz an.
Die Huthaut besteht aus kurzgliederigen, vielgestaltigen, meist kurz septierten und sehr verzweigten  Haaren, die 5–10 μm breit sind. Die einzelnen Abschnitte sind rundlich, oval, bauchig, achterförmig, wellig verbogen und seltener zylindrisch. Die Endzellen sind meist länglich, länglich spindelförmig, länglich-achterförmig und zur Spitze hin oft verjüngt oder seltener auch keulig erweitert.
Zwischen den Haaren sind wenige, zylindrische oder keulige bis spindelförmige und 3–9 μm breite Pileozystiden eingestreut. Sie sind an ihrer Spitze teilweise eingeschnürt oder appendikuliert. Aus sie färben sich mit Sulfobenzaldehyd grauschwarz an.

## Artabgrenzung
Der Enten-Täubling (R. anatina) kann dem Gefurchtstieligen Täubling recht ähnlich sehen und kommt an ähnlichen Standorten vor. Seine Huthaut ist aber mehr oder weniger felderig aufgerissen, besonders am Hutrand. Außerdem hat er breitere Hymenial- und Pileozystiden. Ebenfalls sehr ähnlich sind die anderen Vertreter der Aeruginea-Gruppe, wie der Grasgrüne Täubling (R. aeruginea), der Olivgrüne Täubling (R. pseudoaeruginea) und der Falsche Frauen-Täubling (R. medullata).
Während der Grasgrüne Täubling nur bei Nadelbäumen und Birke wächst, kommen der Olivgrüne Täubling und der Falsche Frauen-Täubling ebenfalls bei Eichen vor. Der Falsche Frauen-Täubling unterscheidet sich vom Gefurchtstieligen Täubling durch größere Sporen und schmälere Huthauthaare, der Olivgrüne Täubling durch sein deutlich helleres Sporenpulver. Hellhütige, ausgebleichte Exemplare des Täublings können auch mit dem Blassen Täubling (R. galochroa) verwechselt werden.

## Ökologie
Der Gefurchtstielige Täubling kommt einzeln bis gesellig in Laubwäldern bei Buchen und Eichen vor. Gelegentlich kann man ihn auch in Parkanlagen finden. Er bevorzugt trockene bis mäßig frische, basenreiche Böden. Die Fruchtkörper erscheinen vom Sommer bis in den Herbst.

## Verbreitung

Europäische Länder mit Fundnachweisen des Gefurchtstieligen Täublings.
Legende:
Länder mit Fundmeldungen
Länder ohne Nachweise
keine Daten
außereuropäische Länder

Der Gefurchtstielige Täubling ist eine sehr seltene, rein europäische Art, die wohl häufig nicht von sehr ähnlichen Arten unterschieden wird.

## Systematik

### Infragenerische Systematik
Der Gefurchtstielige Täubling wird von M. Bon in die Untersektion Griseinae gestellt, einer Untersektion der Sektion Heterophyllea. Die Untersektion enthält mittel- bis große Arten mit grauem, grünem, violett- oder olivfarbenem Hut. Die an sich mild schmeckenden Pilze haben leicht schärfliche Lamellen, ihr Sporenpulver ist cremefarben bis ocker. Innerhalb der Untersektion wird er in die Aeruginea-Gruppe gestellt.

## Bedeutung
Der mehr oder weniger mild schmeckende Täubling ist essbar, ist aber wegen seiner Seltenheit kein Speisepilz und sollte nicht gesammelt werden. Allerdings sind wohl die wenigsten Pilzsammler in der Lage, ihn von ähnlichen Arten zu unterscheiden.